# Frank Herbert
Pour les articles homonymes, voir Herbert.
Ne doit pas être confondu avec Herbert W. Franke, aussi auteur de science-fiction.
 (janvier 2022).
Si vous disposez d'ouvrages ou d'articles de référence ou si vous connaissez des sites web de qualité traitant du thème abordé ici, merci de compléter l'article en donnant les références utiles à sa vérifiabilité et en les liant à la section « Notes et références ».
Frank Herbert, né Frank Patrick Herbert, Jr. le 8 octobre 1920 à Tacoma dans l'État de Washington et mort le 11 février 1986  à Madison dans le Wisconsin, est un écrivain américain, auteur de romans de science-fiction.
Ses œuvres connurent un succès critique et commercial. Il doit principalement sa célébrité au roman Dune et à la série de cinq romans qui s'ensuivit. La saga de Dune aborde des thèmes tels que la survie de l'espèce humaine et son évolution, l'écologie, ou encore les interactions entre la religion, la politique et le pouvoir. Elle est considérée par beaucoup comme un classique dans le domaine de la science-fiction.

## Biographie
Frank Herbert est né le 8 octobre 1920 à Tacoma dans l'État de Washington, de Frank Herbert et Eileen McCarthy Herbert. Il décide très tôt de devenir écrivain. Il termine ses études secondaires en 1938, et en 1939, il ment sur son âge afin d'obtenir son premier emploi pour le journal Glendale Star.
Pendant la Seconde Guerre mondiale, sa carrière d'écrivain est momentanément suspendue lorsqu'il sert les Seabees de l'US Navy pendant six mois en tant que photographe, avant de devoir arrêter cette activité pour raisons médicales. En 1941, il épouse Flora Parkinson à San Pedro en Californie. Il divorce en 1945 après la naissance de sa fille, Penny.
Après la guerre, il s’inscrit à l'université de Washington, où il rencontre Beverly Ann Stuart en 1946 lors d'un cours d'écriture créative. Ils sont les seuls à réussir à vendre et faire publier une partie de leur travail : Herbert parvient à vendre deux histoires d'aventure à un pulp magazine et Beverly une au magazine Modern Romance. Herbert n'obtient cependant pas de diplôme universitaire, car il ne veut étudier que les sujets qui l'intéressent. Après l'université, il se remet au journalisme en travaillant pour le Seattle Star, l'Oregon Statesman et le San Francisco Examiner's California Living Magazine. Frank et Beverly se marient en juin 1946 à Seattle. Ils auront deux fils, Brian, né en 1947, et Bruce, né en 1951.
En 1952, Herbert vend son premier récit de science-fiction, Looking for Something, au magazine Startling Stories. La même année, il publie sa première nouvelle de science-fiction dans Astounding et devient psychanalyste jungien, et analyste. Dans les années qui suivent, il fait paraître près de vingt nouvelles de ce genre. Mais sa carrière d’écrivain débute véritablement avec la publication du Dragon sous la mer (The Dragon in the Sea) en 1956, inspiré par sa longue étude de la psychologie des profondeurs. Il utilise l’environnement d'un sous-marin du XXIe siècle pour explorer les rouages de la folie. Le livre prédit des conflits mondiaux autour de la consommation et de la production de pétrole. Il est très bien accueilli par la critique mais ne devient pas pour autant un succès commercial.

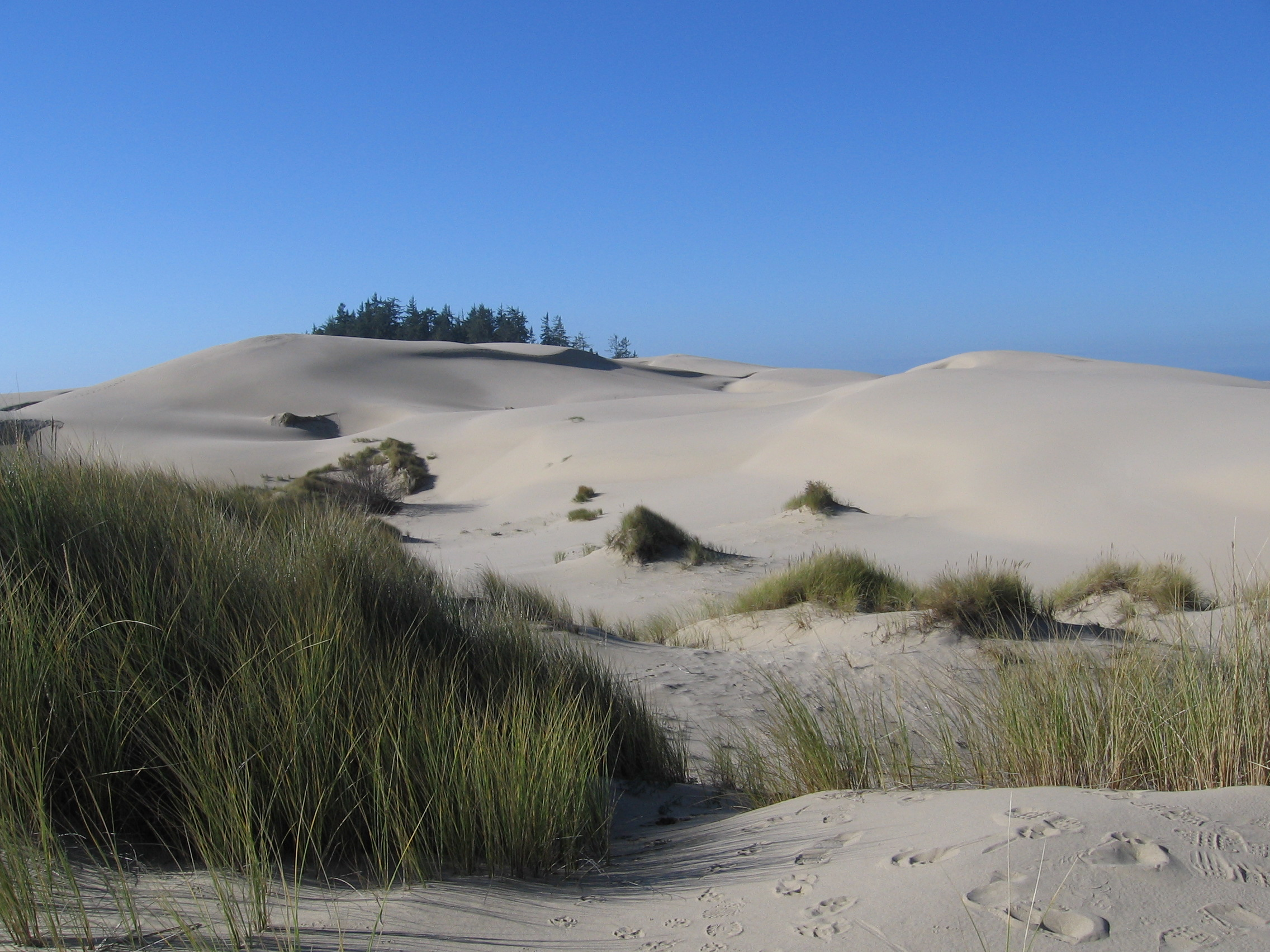
L’Oregon Dunes National Recreation Area, près de Florence dans l'Oregon, servit à Herbert comme inspiration pour la saga du Cycle de Dune.

En 1959, alors qu’il est censé rédiger un article sur les dunes de Florence (de l'Oregon Dunes National Recreation Area) dans l'Oregon, Herbert se retrouve captivé par le sujet et accumule beaucoup plus d'informations qu'il ne lui en faut pour un simple article. Ce dernier ne sera d'ailleurs jamais écrit, mais il marque le début de l'écriture de la saga de Dune. Dans les années 1960, Herbert peut se consacrer entièrement à sa carrière d'écrivain grâce à sa femme, qui reprend alors un travail à temps plein comme publicitaire.
Après six ans d'écriture et de recherche, Herbert achève enfin Dune. Le roman, bien plus long que les histoires de science-fiction de l'époque, est d'abord publié dans la revue Analog en deux parties, en 1963 et 1965, mais est ensuite rejeté par près de vingt éditeurs avant d'être finalement accepté par Chilton, une petite maison d'édition de Philadelphie, qui lui offre une avance de 7 500 dollars. Dune reçoit bientôt les faveurs de la critique, puis remporte le prix Nebula en 1965 et le prix Hugo en 1966. Il s'agit du premier roman de science-fiction accordant une grande place à l'écologie, mais qui fait également intervenir des thèmes tels que la politique, la religion, ou encore la survie de l'espèce humaine. Herbert utilise également des points de vue multiples à l'aide de ses différents personnages, une approche que l'on retrouve par la suite dans toutes ses œuvres.
Le livre ne devient cependant pas immédiatement un best-seller. Jusqu'en 1968, Herbert en tire bien plus que la plupart des romans de science-fiction de l'époque (20 000 dollars), mais pas suffisamment pour lui permettre de devenir écrivain à plein temps. La publication de Dune lui ouvre néanmoins de nouvelles portes. De 1969 à 1972, il travaille comme rédacteur pour la section éducation du journal Seattle Post-Intelligencer et comme maître de conférences en études générales et interdisciplinaires à l'université de Washington. En 1972, il travaille au Viêt Nam et au Pakistan comme consultant en écologie. En 1973, il est directeur-photographe pour le show télévisé The Tillers.
En 1972, il cesse d'écrire pour les journaux et devient un écrivain à plein temps. Pendant les années 1970 et 1980, il profite d'un succès commercial considérable en tant qu'auteur. Il partage son temps entre ses deux résidences, l'une à Hawaï et l'autre dans l'État de Washington, et écrit de nombreux livres où il met en avant ses idées écologiques et philosophiques. Sa maison de l'État de Washington est un « projet de démonstration écologique ». Il poursuit le cycle de Dune qui comportera finalement six volumes. Il publie également d'autres livres, tels que Et l'homme créa un dieu, le Cycle des Saboteurs ou encore le Cycle du Programme Conscience en coopération avec Bill Ransom.
En 1974, sa femme Beverly est victime d'un cancer. Elle subit une opération qui lui permet de survivre mais qui affecte sa santé. Elle meurt en 1984, l'année où est publié Les Hérétiques de Dune. 1984 est une année tumultueuse pour Herbert, qui assiste également à l'adaptation au cinéma de Dune par David Lynch. Malgré de fortes attentes, une production à gros budget et une distribution incluant plusieurs stars hollywoodiennes, le film est dans l'ensemble mal accueilli par la critique aux États-Unis. En revanche, il connaît le succès en Europe et au Japon.
Après la mort de sa femme, Herbert épouse Theresa Schackleford en 1985 et publie La Maison des mères, dernier volume du cycle de Dune qu'il écrira, bien qu'une suite ait été prévue. La postface de l'ouvrage contient un hommage à sa défunte femme Beverly. Le 11 février 1986, il meurt d'une embolie pulmonaire survenue à la suite d'une opération pour soigner son cancer du pancréas, à l'âge de 65 ans.

## Thèmes et idées
En explorant dans ses romans de science-fiction des thèmes variés tels que la philosophie, la religion, la psychologie, la politique ou encore l'écologie, Frank Herbert a conduit bon nombre de ses lecteurs à s'intéresser eux-mêmes à ces domaines. Cet engouement s'est révélé tel chez certains lecteurs que ces derniers se sont mis à lire tout ce qu'avait pu écrire Herbert, le considérant comme une référence sur les sujets abordés dans ses œuvres. Mais lorsqu'on lui demanda à plusieurs reprises s'il était en train de créer un nouveau culte, Herbert déclara clairement qu'il y était fermement opposé. Il veillait également soigneusement à ne pas donner de réponses précises aux questions qu'il soulevait dans ses romans.
Parmi les idées importantes évoquées dans ses livres, on peut citer :
- les dangers liés au leadership, en particulier la tendance des êtres humains à suivre aveuglément et avec servitude les leaders charismatiques (Muad'Dib dans Dune), mais aussi les dangers de la bureaucratie et du gouvernement (cycle des Saboteurs) ;
- l'importance de penser à long terme et avec une approche systémique (le thème de l'écologie dans Dune)[5] ;
- les relations étroites entre la religion, la politique et le pouvoir en général (le Bene Gesserit dans Dune)[6] ;
- l'étendue du potentiel humain, abordé sous de nombreux aspects : la capacité de l'homme à s'adapter à ses conditions de vie pour survivre (les Fremens de Dune, les Dosadi dans le roman du même nom), la spécialisation du corps et de l'esprit humain (les techniques du Bene Gesserit dans Dune) ou encore les possibilités apportées par l'utilisation de substances chimiques (l'épice dans Dune) ;
- la « santé mentale » et la folie ; Frank Herbert s'intéressait au travail de Thomas Szasz et à l'antipsychiatrie, et interroge souvent la notion de folie ;
- la façon dont le langage influence la pensée ;
- la conscience et l'intelligence artificielle (Destination vide et aussi Dune avec le Jihad Butlérien) ;
- les dangers du prophétisme (Dune (en tant que série)).

Pour certains lecteurs, Beverly Herbert est l’inspiratrice du personnage de dame Jessica (de la même manière qu’Edith Tolkien avait inspiré à son mari celui de Lúthien Tinúviel dans Le Silmarillion).

## Œuvres

### Cycle de Dune
1. Dune, Éditions Robert Laffont, coll. « Ailleurs et Demain », 1970 ((en) Dune, 1965)
2. Le Messie de Dune, Robert Laffont, coll. « Ailleurs et Demain », 1972 ((en) Dune Messiah, 1969)
3. Les Enfants de Dune, Robert Laffont, coll. « Ailleurs et Demain », 1978 ((en) The Children of Dune, 1976)
4. L'Empereur-Dieu de Dune, Robert Laffont, coll. « Ailleurs et Demain », 1982 ((en) God Emperor of Dune, 1981)
5. Les Hérétiques de Dune, Robert Laffont, coll. « Ailleurs et Demain », 1985 ((en) Heretics of Dune, 1984)
6. La Maison des mères, Robert Laffont, coll. « Ailleurs et Demain », 1986 ((en) Chapterhouse, 1985)

### Cycle du Programme conscience
1. Destination vide, Robert Laffont, coll. « Ailleurs et Demain », 1981 ((en) Void, 1966)
2. L'Incident Jésus, Robert Laffont, coll. « Ailleurs et Demain », 1981 ((en) The Jesus Incident, 1979)Écrit avec Bill Ransom.
3. L'Effet Lazare, Robert Laffont, coll. « Ailleurs et Demain », 1984 ((en) The Lazarus Effect, 1983)Écrit avec Bill Ransom.
4. Le Facteur ascension, Robert Laffont, coll. « Ailleurs et Demain », 1988 ((en) The Ascension Factor, 1988)Écrit avec Bill Ransom.

### Cycle des Saboteurs
1. L'Étoile et le Fouet, Robert Laffont, coll. « Ailleurs et Demain », 1973 ((en) The Whipping Star, 1973)
2. Dosadi, Robert Laffont, coll. « Ailleurs et Demain », 1979 ((en) Dosadi experiment, 1977)

### Romans indépendants
- Le Monstre sous la mer (en), Albin Michel, coll. « Science-fiction », 1972 ((en) The Dragon in the Sea, 1956)Réédité sous le titre Le Dragon sous la mer par les éditions Pocket dans la collection Science-fiction (no 5520)
- Le Cerveau vert, Le Masque Science-fiction no 33, 1975 ((en) The Green Brain, 1966)
- Les Yeux d'Heisenberg, Le Masque Science-fiction no 90, 1979 ((en) The Eyes of Heisenberg, 1966)
- La Barrière Santaroga, Jean-Claude Lattès, coll. « Titres/SF » no 16, 1979 ((en) The Santaroga Barrier, 1968)
- Les Fabricants d'Éden, Jean-Claude Lattès, coll. « Titres/SF » no 31, 1980 ((en) The Heaven Makers, 1968)
- Et l'homme créa un dieu, Jean-Claude Lattès, coll. « Titres/SF » no 8, 1979 ((en) The Godmakers, 1972)Édité en français sous le titre Prélude à Dune
- Le Preneur d'âmes, Seghers, 1981 ((en) Soul Catcher, 1972)
- La Ruche d'Hellstrom, Albin Michel, coll. « Super+Fiction », 1977 ((en) Hellstrom's Hive, 1973)
- La Mort blanche, Robert Laffont, coll. « Ailleurs et Demain », 1983 ((en) The White Plague, 1982)
- L'Homme de deux mondes, Robert Laffont, coll. « Ailleurs et Demain », 1987 ((en) Man of Two Worlds, 1986)Écrit avec Brian Herbert.
- High-Opp, Robert Laffont, coll. « Ailleurs et Demain », 2014 ((en) High-Opp, 2012)Roman posthume
- La Chute des anges, Robert Laffont, coll. « Ailleurs et Demain », 2025 ((en) Angels' Fall, 2013), trad. abien Le Roy, 304 p.  (ISBN 978-2-221-27886-4)Roman posthume

### Recueils de nouvelles

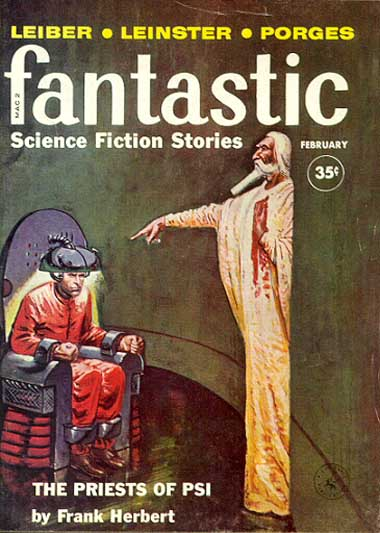
Couverture du magazine Fantastic de février 1960 avec la nouvelle d'Herbert, Les Prêtres du psi.

- Champ mental, Pocket, coll. « Science-fiction » no 5262, 1987 ((en) Try To Remember and Six Other Short Stories)
- Les Prêtres du psi, Pocket, coll. « Science-fiction » no 5198, 1985 ((en) The Priests of Psi, 1980)
- Le Livre d'or de la science-fiction : Frank Herbert, Pocket, coll. « Science-fiction » no 5018, 1978Réédité ensuite par le même éditeur sous le titre Le Prophète des sables

Frank Herbert a également publié de nombreuses nouvelles, des essais et de la poésie (sans traduction française). De nombreux livres lui ont été consacrés.

## Hommages et postérité
- En 1983, le groupe de heavy metal Iron Maiden demanda la permission à Frank Herbert de reprendre le titre de son roman Dune pour nommer une de leurs chansons, et d’utiliser une citation de l’œuvre comme « introduction ». On fit alors à Steve Harris (bassiste d'Iron Maiden) la réponse suivante « Non. Car Frank Herbert n'aime pas les groupes de rock, particulièrement ceux de métal, et tout spécialement les groupes comme Iron Maiden »[8]. La chanson fut donc nommée To Tame a Land.
- L'astéroïde (115561) Frankherbert porte son nom.
- Le fils aîné de Frank Herbert, Brian Herbert, a prolongé la saga de Dune en collaboration avec Kevin J. Anderson avec deux premières trilogies au début des années 2000 : Avant Dune et Dune, la genèse, toutes deux antérieures aux événements relatés dans le Cycle de Dune ;
  - Ils ont aussi publié deux livres (appelés Dune 7) qui font suite à La Maison des mères, composés à partir d’ébauches laissées par Frank Herbert : Les Chasseurs de Dune et Le Triomphe de Dune (paru en août 2007) ;
  - En 2005, ils publient La Route de Dune, un recueil regroupant des chapitres inédits de Dune et du Messie de Dune, mis de côté par Frank Herbert, et complétés par des nouvelles de Brian Herbert et Kevin J. Anderson.
  - Depuis 2008, ils ont entamé un cycle nommé les Légendes de Dune, dont l'intrigue traite des années qui séparent les premiers romans du cycle originel.
  - Enfin, depuis 2012, un dernier cycle est publié sous le titre Dune, les origines, un cycle qui, dans la chronologie de l'univers, fait directement suite à Dune, la genèse.
- Brian Herbert a aussi été l'auteur d'une biographie de son père, intitulée The Dreamer of Dune et publiée aux États-Unis en 2003. Celle-ci n'a cependant pas connu de traduction française.